# 新南威爾士行政局
新南威爾士行政局（英語：Executive Council of New South Wales）是新南威爾士形式上的最高行政機構。行政局成員由各廳長（大臣）組成。行政局會議有新南威爾士總督主持。 .